# Astronomía babilónica

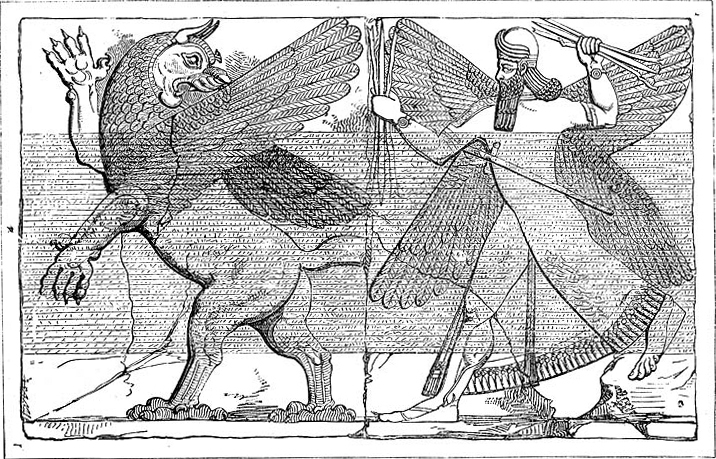
Según la cosmogonía babilónica, el dios Marduk creó los cielos y la Tierra tras derrotar a Tiamat, el Caos primordial (representado aquí como un dragón).

La astronomía babilónica designa las teorías y métodos astronómicos desarrollados en la antigua Mesopotamia, región situada entre los ríos Tigris y Éufrates (en el actual Irak) y donde se desarrollaron algunas de las civilizaciones precursoras de la astronomía occidental. Entre estas civilizaciones se destacan los sumerios, los acadios, los babilonios y los caldeos. La astronomía babilónica cimentó las bases de la astronomía de civilizaciones posteriores como la griega, la hindú, la de los sasánidas, la del imperio bizantino y la de los sirios así como la astronomía medieval musulmana y europea.
Entre el siglo VIII y VII a. C.,  los caldeos desarrollaron un acercamiento empírico a la astronomía, elaborando una cosmología que detalla una versión ideal del universo. También desarrollan la astrología, ligada a la posición de los planetas, se basa sobre un razonamiento lógico, contribución decisiva a la astronomía y a la filosofía de la ciencia. Para algunos pensadores e investigadores esta podría ser la primera revolución científica.
Las técnicas y métodos desarrollados por la astronomía babilónica serían retomados en gran medida por la astronomía clásica y helenística.

## La astronomía paleobabilónica

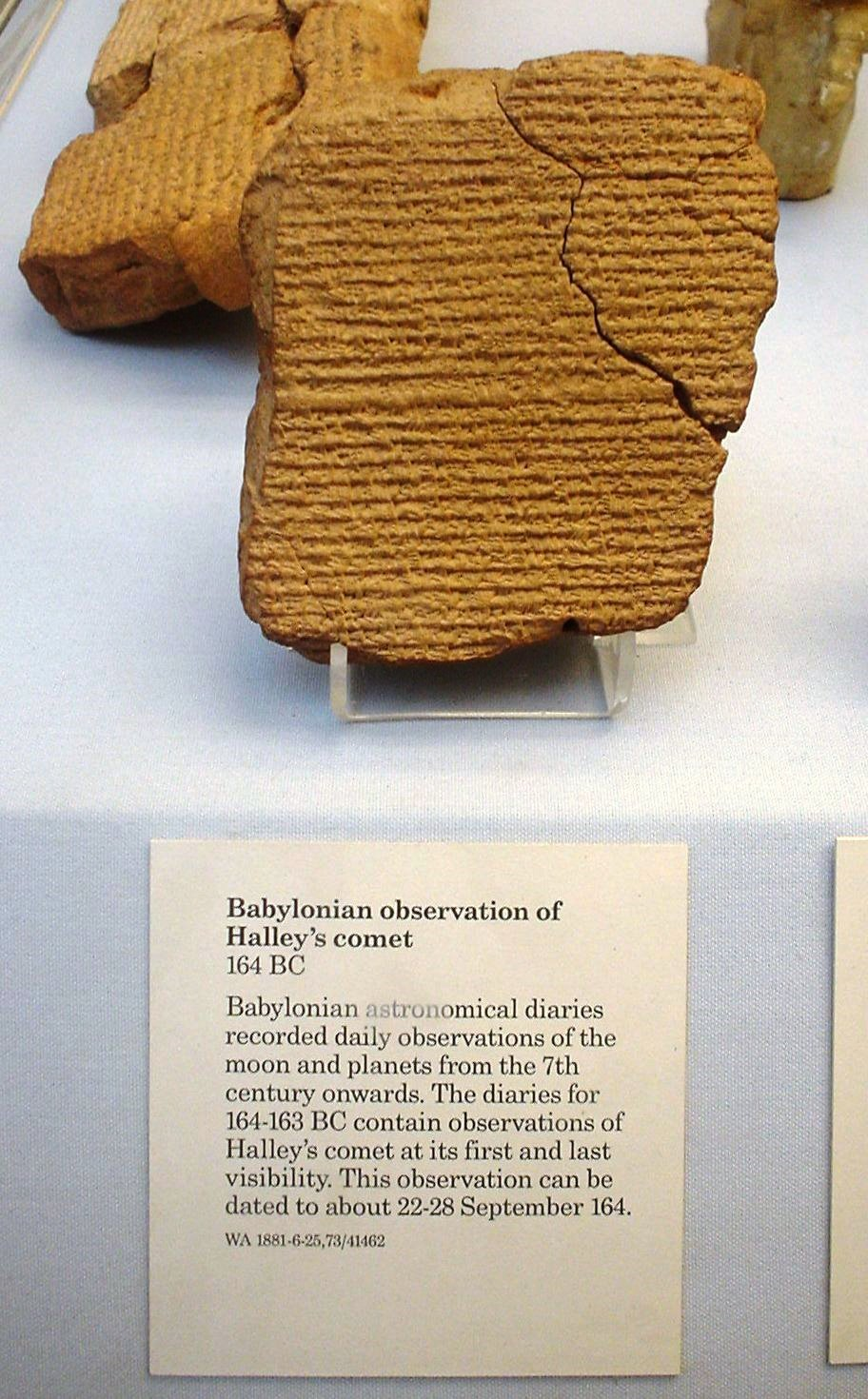
Tablilla que atestigua el avistamiento del cometa Halley en el año 164 a. C. En poder del Museo Británico, Londres.

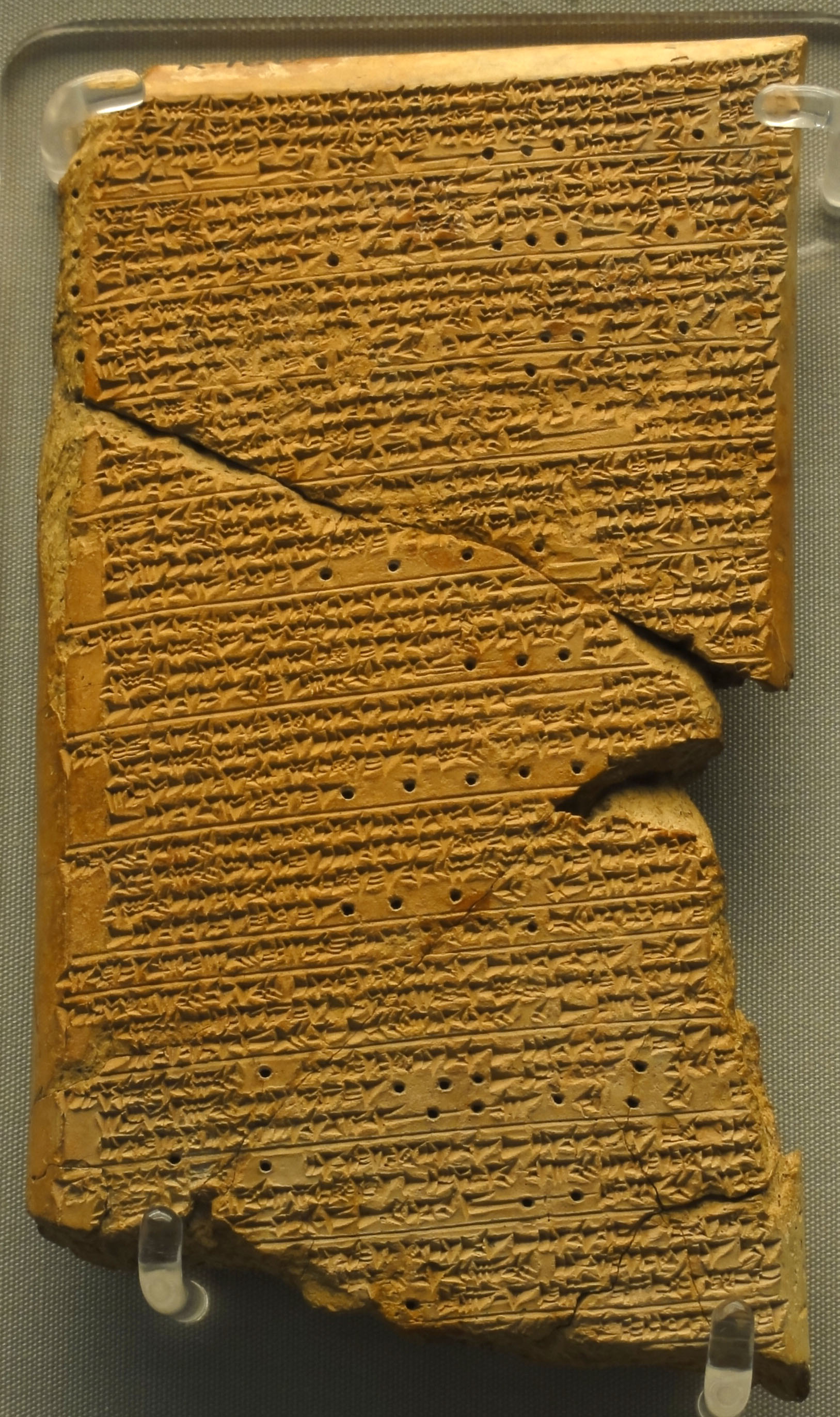
Tablilla de Venus del período neoasirio.
En poder del Museo Británico (Londres).

La astronomía paleobabilónica es la astronomía practicada antes del surgimiento de la dinastía caldea en el reino babilonio y se considera como el origen de la astronomía occidental.
Entre el 3500 a. C. y el 3000 a. C., los sumerios desarrollaron una forma de escritura conocida bajo el nombre de cuneiforme, lo que les permitió crear los primeros registros acerca de los eventos celestes. Aunque los sumerios practicaban una forma de astronomía rudimentaria, tuvieron una influencia considerable en el nacimiento de la astronomía sofisticada de los babilonios, los cuales heredaron de ellos, entre otros conceptos, una teología astral que consideraba a los planetas como dioses importantes y el sistema numérico sexagesimal (de base 60) que simplifica la notación de números muy grandes y muy pequeños.
Los babilonios fueron los primeros en registrar por escrito el carácter periódico de ciertos fenómenos astronómicos y en haber aplicado cálculo escrito para formular sus previsiones. Las tablillas de arcilla del período paleobabilónico (1792 a. C. al 1595 a. C.) muestran que se usaban métodos matemáticos para determinar la variación de la duración del día durante el año solar. En la actualidad se conservan siglos de observaciones de fenómenos astronómicos bajo la forma de tablillas cuneiformes denominadas Enûma anu enlil. El más antiguo de estos textos astronómicos reconocible del cual se dispone hoy en día es la Tablilla 63 llamada también Tablilla de Venus de Ammisaduga, que da una lista de las salidas y puestas del planeta Venus en un ciclo de 21 años. Se trata de la primera identificación de un movimiento astral periódico.
Otra tablilla destacable es la de Mul-Apin, que ofrece un catálogo de estrellas y constelaciones así como métodos para encontrar los ortos helíacos y las puestas de los planetas y la tablilla GU que enumera las estrellas en función de cadenas que se extienden en círculos de inclinación, además da su ascensión, su tiempo de pasaje y nombra las estrellas del cenit.
Se conocen además docenas de tablillas de arcilla escritas en cuneiformes que hablan sobre observaciones de eclipses.
Todos estos descubrimientos se anotaban en función de un sistema referencial creado a partir de la medición de la duración del día con clepsidras, gnomones e intercalaciones.

## La astronomía caldea

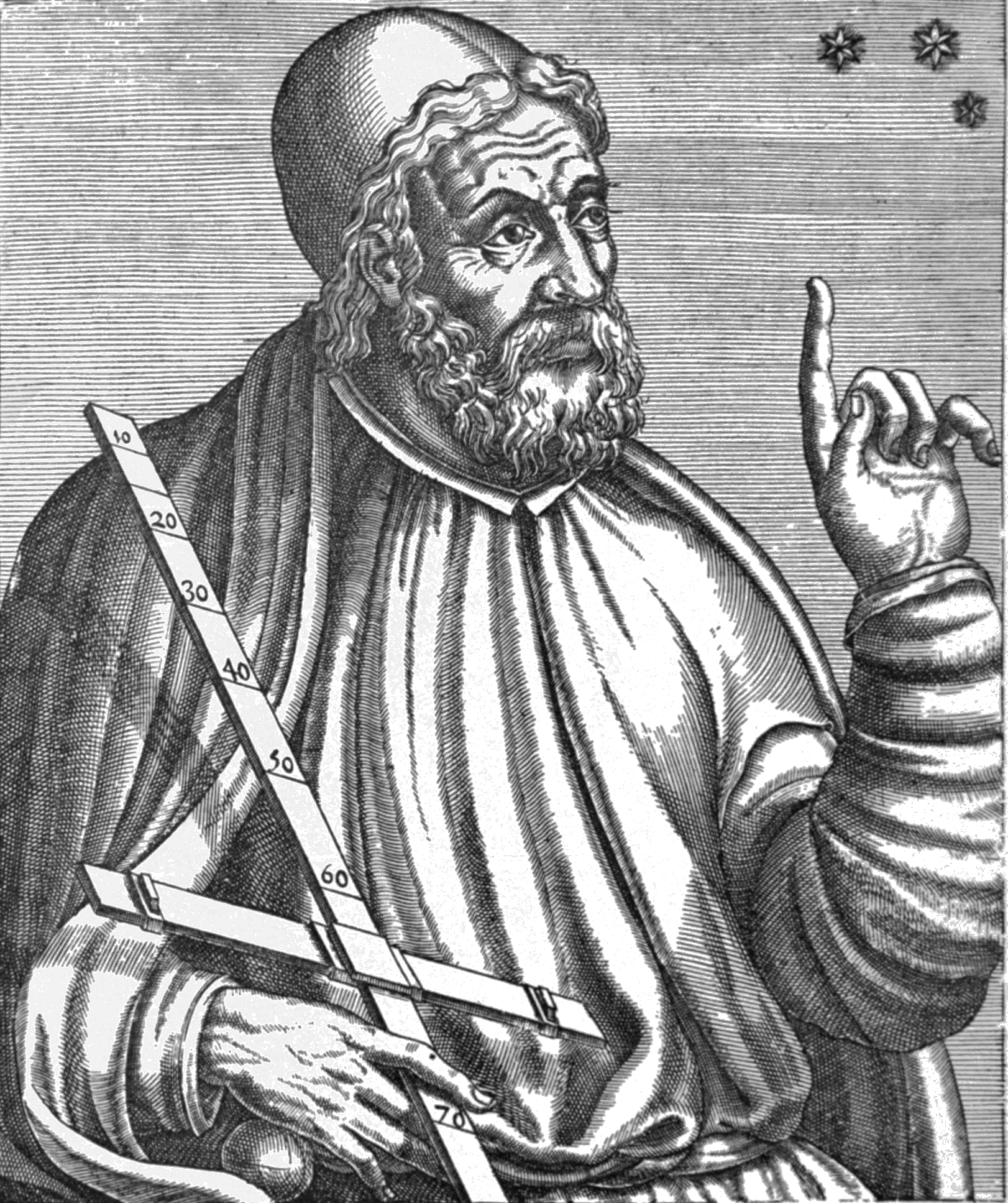
Ptolomeo (100-170 d. C.), astrónomo griego importante.

La astronomía caldea comprende no solamente la astronomía practicada bajo el reinado de la dinastía homónima en Babilonia (años 626-530 a. C.), sino que también incluye la practicada en el Imperio seléucida y por los reyes partos.
Durante el reino de Nabonassar (747-733 a. C.) se observa una mejora notoria en las observaciones astronómicas tanto en cantidad como en calidad. Se comenzaron a archivar de forma sistemática los fenómenos celestes considerados importantes para la adivinación, lo que conllevó el descubrimiento de nuevas periodicidades como el ciclo de 18 años que separan dos eclipses lunares. El astrónomo griego Ptolomeo (100-170 d. C.) fijó el origen de su calendario en el comienzo del reino de Nabonassar, juzgando que las primeras observaciones fiables se remontan a esa época.
Los últimos descubrimientos de la astronomía caldea tienen lugar bajo el Imperio seléucida (323-60 a. C.). En el siglo III a. C., los astrónomos comienzan a utilizar cronogramas para predecir el movimiento de los planetas. Estos textos son anales de observaciones anteriores que servían para detectar repeticiones periódicas en los planetas con algún significado astrológico importante. Durante este tiempo o poco después los astrónomos comenzaron a reemplazar las tablillas por fórmulas de cálculo para encontrar la fecha de los próximos eventos.

### Desarrollo de la astronomía empírica
La mayoría de los astrónomos caldeos se interesaron únicamente en crear efemérides y no en desarrollar teorías que explicaran los movimientos vistos. Los modelos planetarios de los pueblos de Mesopotamia eran estrictamente empíricos y se trataban mediante aritmética, contrariamente a los modelos helenísticos posteriores que tenían en cuenta también la geometría, la cosmología y la filosofía especulativa.
Sin embargo sí se preocupaban por la cosmogonía y la naturaleza ideal del universo primitivo.
Entre los principales descubrimientos de los astrónomos caldeos durante este período se encuentran el descubrimiento de los ciclos de eclipses y los ciclos de saros, además de varias observaciones astronómicas muy precisas.
Entre los astrónomos caldeos más importantes de este modelo que conocemos hoy en día cabe destacar a Naburimannu (entre el siglo VI y III a. C.), Kidinnu (340-280 a. C.), Beroso (350-270 a. C.) y Sudines (280-200 a. C.). Tuvieron una importante influencia sobre los astrónomos griegos Hiparco de Nicea (190-120 a. C.), Ptolomeo (100-170 d. C., el astrónomo de Alejandría), entre otros.

### Pioneros del heliocentrismo
El astrónomo del caldo Seleuco de Seleucia (190-130 a. C.) propuso un modelo heliocéntrico para explicar los fenómenos celestes.
Seleuco nos es conocido por los escritos de Plutarco (50-120 d. C.). Era partidario de un sistema heliocéntrico donde la Tierra gira sobre ella misma, pero además rotaba también alrededor del Sol. Según Plutarco, Seleuco daba incluso una demostración de su sistema, pero esta es desconocida hoy en día.
Según Lucio Russo (n. 1944), su demostración estaría ligada a los fenómenos de mareas.
Seleuco habría notado que los movimientos de mareas se deben a los movimientos de la Luna, lo que es correcto, aunque pensaba que la interacción entre la Luna y el mar se hacía a través de los movimientos de la atmósfera. Según Estrabón,
Seleuco habría sido el primero en explicar el movimiento de las mareas por la acción mecánica de la Luna y en haber relacionado la intensidad de las mareas a las posiciones relativas del Sol y la Luna respecto a la de la Tierra.
De acuerdo con Van der Waerden, Seleuco habría demostrado su teoría heliocéntrica calculando las constantes de un modelo geométrico y mostrando que ese modelo daba predicciones correctas. Podría haberse apoyado en métodos trigonométricos de la época ya que era contemporáneo de Hiparco (190-120 a. C.).

## Influencia sobre la astronomía helenística
Si bien muchos escritos de los autores griegos del período clásico e helenístico (entre ellos los de matemáticos, astrónomos y de geógrafos) han sobrevivido hasta nuestros tiempos, las obras de otros pueblos o civilizaciones del Cercano Oriente antiguo como los babilonios, han quedado en el olvido durante siglos. No fue sino hasta las excavaciones del siglo XIX que varias tablillas de arcilla escritas en cuneiforme fueron descubiertas, de las cuales algunas hablaban de astronomía. La mayoría de estas tablillas astronómicas fueron descritas por Abraham Sachs y publicadas luego por François Thureau-Dangin en sus Textos matemáticos babilonios. Previo a estos descubrimientos arqueológicos las únicas referencias de las cuales se disponían acerca de la astronomía babilónica provenían de autores griegos.
Desde el redescubrimiento de la civilización babilónica se volvió evidente que la astronomía griega tomó muchas de sus ideas de los caldeos. Evidencias de esto se encuentran documentadas en los textos de Hiparco (190-120 a. C.) y Ptolomeo (100-170 d. C.).
Se estima que los descubrimientos de los caldeos llegaron a Grecia poco después de la conquista del Imperio persa por parte de Alejandro Magno en el siglo IV a. C., cuando los pensadores griegos y babilonios tuvieron la posibilidad de estudiar e intercambiar conocimientos entre sí.

### Una influencia precoz
Muchos estudiosos concuerdan en que el ciclo metónico fuera conocido por los griegos probablemente gracias a los escribas babilónicos. Metón, un astrónomo ateniense del siglo V a. C., propuso un calendario lunisolar fundado sobre la casi equivalencia entre 19 años solares y 235 meses lunares, observación ya conocida por los babilonios.
En el siglo IV a. C., Eudoxo de Cnidos (390-337 a. C.) escribió un libro sobre las astros fijos. Las descripciones que da de varias constelaciones, particularmente aquellas de los 12 signos del zodíaco, son extrañamente similares a las de los babilonios. Un siglo más tarde, Aristarco de Samos (310-230 a. C.) utilizó un ciclo de eclipses descubiertos por los babilonios, el saros, para determinar la duración de un año. Sin embargo las relaciones entre astrónomos griegos y caldeos son suposiciones y no se conocen enlaces precisos entre autores de ambas culturas.

### Los herederos: Hiparco y Ptolomeo
Ptolomeo (100-170 d. C.), en su Almagesto, indica que
Hiparco (190-120 a. C.) corrigió la duración de las fases lunares transmitidas por astrónomos más antiguos comparando las observaciones sobre eclipses realizadas por los caldeos con las suyas.
Sin embargo los períodos que Ptolomeo atribuye a Hiparco eran ya utilizados en las efemérides babilónicas del sistema llamado Sistema B atribuido a Kidinnu. Aparentemente Hiparco se habría limitado a confirmar por observaciones propias la exactitud de los valores periódicos que había leído en los escritos caldeos.
Es evidente que tanto Hiparco como Ptolomeo disponían de una lista completa de observaciones de eclipses sobre varios siglos. Estas habrían sido compiladas probablemente a partir de las tablillas de arcilla de los caldeos. Los ejemplares preservados datan del 652 a. C. al 130 d. C., pero los eventos celestes de los cuales hablan remontan probablemente hasta la época del reino de Nabonassar, dado que Ptolomeo comienza su calendario en el primer año del reino de este rey, en el 747 a. C.
Entre los períodos utilizados en el Sistema B, citados por Ptolomeo, se encuentran:
- 223 meses (sinódico) = 239 pasajes por el perigeo (mes anomalístico) = 242 pasajes sobre la línea de nodos (mes draconítico). Este período es llamado período de saros, es muy útil para calcular los períodos de ocurrencia de los eclipses.
- 251 meses (sinódico) = 269 pasajes por el perigeo.
- 5458 meses (sinódico) = 5923 pasajes por la línea de nodos
- 1 mes sinódico = 29;31:50:08:20 días (en el sistema sexagesimal 29.53059413 días).

Los babilonios ponían todos los períodos que descubrían en función de meses sinódicos, probablemente porque utilizaban un calendario lunisolar. La duración del año podía variar en función del evento celeste que se tomaba como referencia para medirlo.
Otros rastros de los métodos babilónicos en la obra de Hiparco fueron:
- La división del círculo en 360 grados (fue el primer griego en hacerlo).
- La utilización del sistema sexagesimal.
- La utilización del pechus, unidad de ángulo de 2° de abertura.
- La utilización del período de 238 días o 9 meses anomalísticos.

## De Babilonia a Bagdad

### La astronomía de los sasánidas
Fue en Mesopotamia donde los sasánidas fijaron la capital de su imperio, en la ciudad de Ctesifonte. Persas y babilonios se dedicaron a la astronomía tanto en Ctesifonte como en la academia de Gundishapur (en Persia). La mayor parte de los textos astronómicos del período sasánida fueron redactados en idioma pahlavi. Los Zij al Shah eran la base de la astronomía sasánida y constaban en tablas con gran cantidad de información astronómica.

### La astronomía musulmana
Luego de la conquista de Persia, Mesopotamia tomó el nombre árabe de Irak. Bajo el califato abasí, la capital del imperio fue trasladada a Bagdad, ciudad fundada en Irak en el siglo VIII. Desde el siglo VIII al siglo XIII ―período llamado frecuentemente como la Edad de oro del islam―, Irak se convirtió en el centro de la actividad astronómica y la ciudad de Basora pasó a ser el mayor centro de estudios de esta materia. El árabe se volvió la lengua de los estudiosos y los musulmanes de Irak siguieron aportando descubrimientos a la astronomía hasta el año 1258, cuando Bagdad fue conquistada por los mongoles marcando así el final de la dinastía abasí.